# Kloster Burglengenfeld

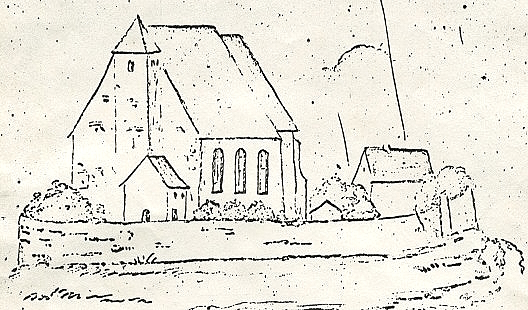
Zeichnung der Klosterkirche (heute evangelische Christuskirche)

Das Kloster Burglengenfeld  ist ein ehemaliges Kloster der Kapuziner in Burglengenfeld in Bayern in der Diözese Regensburg.

## Geschichte
Das Antonius von Padua geweihte und 1706 gegründete Kapuzinerkloster wurde 1802 im Zuge der Säkularisation aufgelöst. Der Konvent kam teils nach Altötting, teils nach Burghausen und Wasserburg. Die Kirche wurde als Wagenschuppen genutzt und in den Klostergebäuden eine Wohnung für den Rentbeamten eingerichtet. Die evangelische Kirchengemeinde kaufte 1955 das ehemalige Kirchengebäude und weihte es 1959 als Christuskirche.